# Bob na Zimskih olimpijskih igrah 1972
Bob na Zimskih olimpijskih igrah 1972.

## Rezultati

### Dvosed
| Poz | Ekipa                                                      | Čas     |
| --- | ---------------------------------------------------------- | ------- |
| 1   | Zahodna Nemčija II (Wolfgang Zimmerer, Peter Utzschneider) | 4:57,07 |
| 2   | Zahodna Nemčija I Horst Floth, Pepi Bader)                 | 4:58,84 |
| 3   | Švica I (Jean Wicki, Edy Hubacher)                         | 4:59,33 |

### Štirised
| Poz | Ekipa                                                                                           | Čas     |
| --- | ----------------------------------------------------------------------------------------------- | ------- |
| 1   | Švica I (Jean Wicki, Edy Hubacher, Hans Leutenegger, Werner Carmichel)                          | 4:43,07 |
| 2   | Italija I (Nevio de Zordo, Gianni Bonichon, Adriano Frassinelli, Corrado dal Fabbro)            | 4:43,83 |
| 3   | Zahodna Nemčija I (Wolfgang Zimmerer, Peter Utzschneider, Stefan Gaisreiter, Walter Steinbauer) | 4:43,92 |